# Allium aksekiense
Allium aksekiense — вид трав'янистих рослин родини амарилісові (Amaryllidaceae), поширений у Туреччині.

## Опис
Цибулина яйцеподібна або куляста. Діаметр 2,5–3 см: зовнішні туніки коричневого або коричнево-сірого кольору. Стебло 60–80 см, гладке, помітно ребристе. Листя 2–3(4), набагато коротше суцвіття, шириною 3–4 мм, гладке. Зонтик кулястий, діаметром 2,5–3 см, щільний і багатоквітковий. Оцвітина вузько або яйцеподібно дзвоникоподібна, сегменти глибоко фіолетові, із зеленою або темно-пурпуровою серединною жилкою, 3–4 мм завдовжки, довгасті або довгасто-яйцеподібні, тупі. Тичинки з довгими вивернутими пильовиками. Пилки сірувато-фіолетові, пилкові зерна блідо-жовті. Зав'язь 2–2,5 мм, майже яйцеподібна, звужена на верхівці. Коробочка округло-круглої форми, завдовжки 2–3 мм, насіння чорні 1,5–2,5 мм.

## Поширення
Поширений у Туреччині.